# Antonio Negrini
Antonio Giuseppe Negrini (Molare, 28 de gener de 1903 – Molare, 25 de setembre de 1994) va ser un ciclista italià que fou professional entre 1926 i 1938.
El 1924 va prendre part en els Jocs Olímpics d'Estiu de París, on va disputar dues proves del programa de ciclisme. Fou cinquè en la prova de contrarellotge per equips i quinzè en la contrarellotge individual.
El principal èxit esportiu fou la victòria a la Volta a Llombardia de 1932, quan superà Domenico Piemontesi a l'esprint. Altres victòries destacades foren al Giro de Romagna (1928) i el Giro del Piemonte (1929). En les curses per etapes va guanyar a la Roma-Nàpols-Roma de 1928. Va disputar sis edicions del Giro d'Itàlia, acabant tercer el 1927 i quart el 1929.

## Palmarès
- 1928
  - 1r del Giro de Romagna
  - 1r de la Roma-Nàpols-Roma
  - 1r als Sis dies de Leipzig (amb Costante Girardengo)
- 1929
  - 1r del Giro del Piemonte
  - 1r a Torí
- 1932
  - 1r de la Volta a Llombardia
- 1933
  - Vencedor d'una etapa al Critèrium de Midi
- 1935
  - 1r del Critèrium de Midi i vencedor d'una etapa

### Resultats al Giro d'Itàlia
- 1927. 3r de la classificació general
- 1929. 4t de la classificació general
- 1930. 6è de la classificació general
- 1931. 12è de la classificació general
- 1932. 22è de la classificació general
- 1935. 35è de la classificació general